# Manuel (album)
Albums de Dalida
Olympia 1974
(1974) J'attendrai
(1975)
Manuel est le titre donné au huitième album de Dalida, et le cinquième constitué de chansons originales. Il est paru au cours de l'année 1974.
Dalida enregistre en studio les trois inédits du spectacle de l'Olympia et les agrémente de huit autres compositions. Pascal Sevran participe à nouveau à l'écriture de certaines chansons et offre des textes sur mesure à la chanteuse (Ma vie je la chante). Trois singles seront commercialisées et huit des onze chansons que composent l'album se trouveront exploitées sous ce format.

## Face A
- Manuel
- Seule avec moi
- Justine
- Ta femme
- Nous sommes tous morts à vingt ans
- Anima mia

## Face B
- Ma vie je la chante
- La consultation
- Comme tu dois avoir froid
- Des gens qu'on aimerait connaître
- Gigi l'amoroso

## Singles

### France
- Gigi l'amoroso / Il venait d'avoir 18 ans
- Anima mia / Ta femme
- Manuel / Des gens qu'on aimerait connaître

### Allemagne
- Er war gerade 18 jahr / Gigi der geliebte
- Il venait d'avoir 18 ans / Gigi l'amoroso

### Italie
- Gigi l'amoroso/Col tempo

### Espagne
- Gigi el amoroso/Tenia diechichos anos

## Versions
- Gigi l'amoroso a été adaptée en italien, en espagnol, en allemand, en japonais et en anglais (The great gigi - commercialisée en 1982).
- Manuel a été adaptée en italien et en allemand
- Justine a été enregistrée en italien (Giustina)
- Ta femme a été enregistrée en italien (Tua moglie)
- Des gens qu'on aimerait connaître a été enregistrée en italien (Ce gente incontri per strada)
- Nous sommes tous morts à vingt ans a été enregistrée en espagnol (Todos morimos a los viente)

## Certification
| Pays   | Association  | Certification | Ventes/Équivalence |
| ------ | ------------ | ------------- | ------------------ |
| Canada | Music Canada | or            | 50 000             |